# Ahmad Schah Massoud
Ahmad Schah Massoud (persisch احمد شاه مسعود, auch Ahmed Schah Massud, englische Umschrift Ahmad Shah Massoud; * 1. September 1953 in Pandschschir; † 9. September 2001 in Tachar) war ein afghanischer Mudschaheddin-Kämpfer. Er war der Anführer des afghanischen Widerstands gegen die Taliban. Ende 2001 wurde er zum „Nationalhelden der afghanischen Nation“ ernannt, Kritiker lasteten ihm hingegen Menschenrechtsverletzungen an.
Massoud, der der Volksgruppe der Tadschiken angehörte, war ein tiefgläubiger Muslim und überzeugter Gegner extremistischer (u. a. wahabitischer) Interpretationen des Islams, wie sie die Taliban, al-Qaida oder das saudische Königshaus verfolgen. Massoud, ein Sunnit, trug stets ein Buch des al-Ghazālī bei sich. Für seine Anhänger war er nicht nur militärischer Anführer, sondern auch Lehrer und religiöses Vorbild. Sie nennen ihn auch Āmer Sāheb-e Schahīd (freie deutsche Übersetzung: „[Unser] geliebter Befehlshaber [und] Märtyrer“).
Massoud spielte eine Hauptrolle beim militärischen Rückzug der Sowjetunion aus Afghanistan, was ihm den legendären Namen „Löwe von Pandschschir“ einbrachte. Das Wall Street Journal nannte ihn auf seinem Titelblatt: „Der Afghane, der den Kalten Krieg gewann“. Nach dem Abzug der Sowjetarmee und dem Fall des kommunistischen Regimes 1992 wurde Massoud durch die Peschawar-Abkommen, einen Friedensvertrag verschiedener afghanischer politischer Parteien, zum Verteidigungsminister in der Regierung von Präsident Burhānuddin Rabbāni ernannt. Der Milizenführer Gulbuddin Hekmatyār, der unter der Kontrolle des pakistanischen Geheimdienstes ISI stand und nach diktatorischer Macht strebte, startete jedoch mit Hilfe Pakistans einen jahrelangen Krieg in der Hauptstadt Kabul. Da Hekmatyār erfolglos blieb, wandte sich Pakistan 1994 den Taliban zu, die Anfang 1995 eine militärische Offensive starteten und Kabul nach mehrmonatiger Belagerung im September 1996 eroberten. Massoud zog sich in den Norden Afghanistans zurück. Unter seiner Führung wurde die Vereinte Front zu einer nationalen militärisch-politischen Widerstandsbewegung gegen die Taliban, der Vertreter aller Ethnien Afghanistans (Tadschiken, Paschtunen, Usbeken, Hazara, Turkmenen und andere) angehörten. Zwischen 400.000 und 1.000.000 afghanischer Zivilisten flohen vor den Taliban in die von ihm kontrollierten Gebiete. Kurz nach dem tödlichen Attentat auf Massoud, der die Demokratie als die einzige Staatsform ansah, um Afghanistan dauerhaft Frieden bringen zu können, stürzte die Vereinte Front schließlich Ende 2001 mit amerikanischer Luftunterstützung das Talibanregime in Kabul und errichtete eine Übergangsregierung, die bis zu den demokratischen Wahlen im Jahr 2004 regierte.

Ahmad Schah Massoud

## Biographie

### Kindheit und Jugend
Massoud war der drittälteste von sechs Söhnen eines tadschikischen Armeeoffiziers und wuchs auch im Pandschirtal auf. 1974 begann er sein Studium in Kabul. Anfang der 1970er Jahre herrschte dort eine Umbruchstimmung, da die Menschen mit dem als korrupt geltenden König unzufrieden waren. Massoud, damals noch ein Student am „Kabuler Polytechnischen Institut für Ingenieurwesen und Architektur“, schloss sich – wenn auch nicht ganz aus Überzeugung, sondern mangels Alternativen – der islamistischen und antikommunistischen Bewegung an. Zunächst in einer Jugendorganisation engagiert, trat er 1976 schließlich auch offiziell der politischen Partei Dschamiat-i Islāmi von Burhānuddin Rabbāni bei.
Nach einem missglückten Putschversuch der Islamisten gegen die Regierung war Massoud gezwungen, Afghanistan zu verlassen und kurzfristig in Pakistan unterzutauchen, wo er eine militärische Ausbildung absolvierte. Zurück in Afghanistan trat er jedoch fortan neben Rabbāni für einen friedlicheren Umbruch in Afghanistan ein. Dies führte dazu, dass zwei pakistanische Agenten und der Führer der radikalen Kräfte der islamistischen Bewegung, Gulbuddin Hekmatyār, im Jahre 1975 einen ersten Mordanschlag auf Massoud verübten, den er abwehrte.

### Widerstand gegen die Sowjetarmee

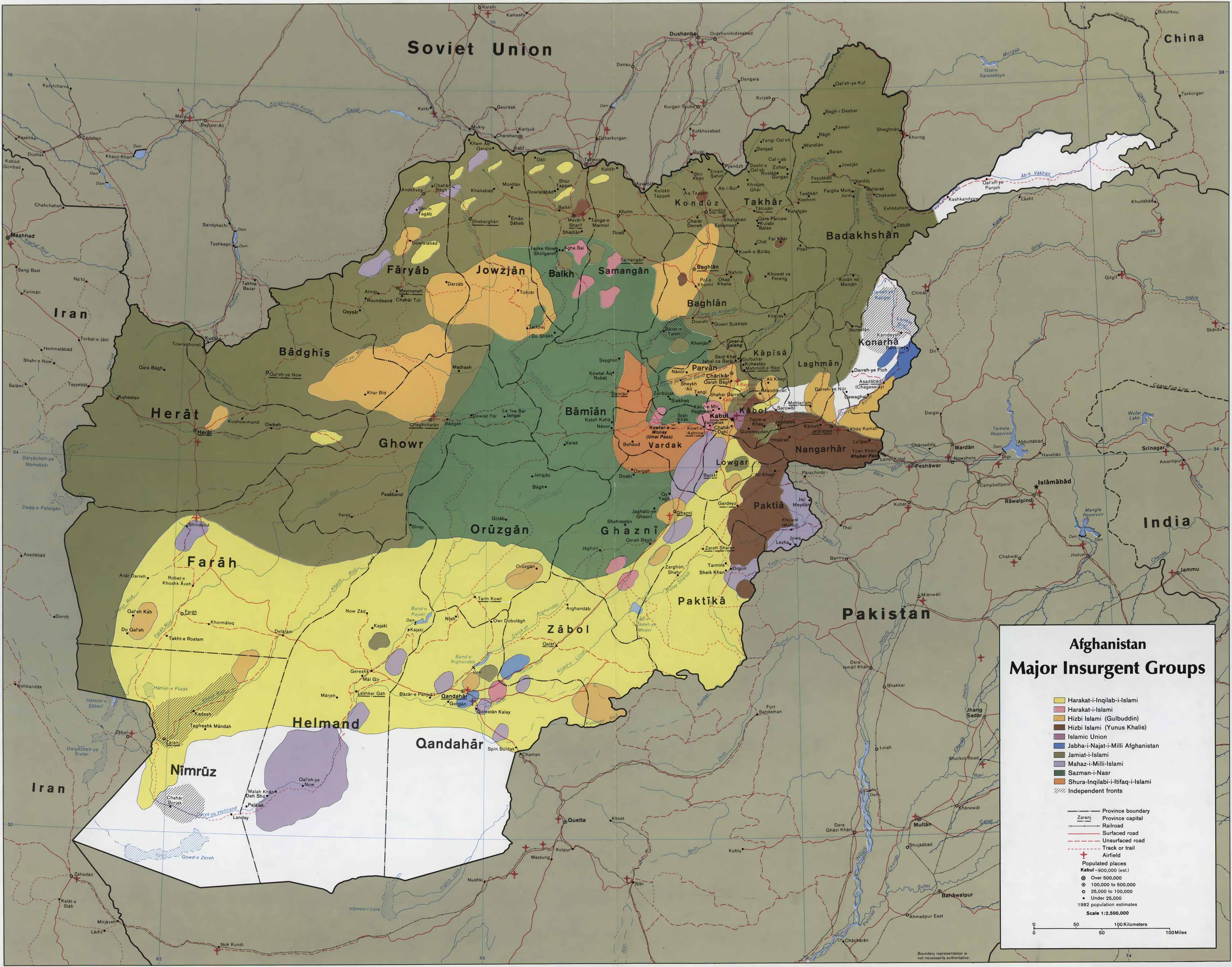
Widerstandsgruppen gegen die sowjetischen Truppen 1985; Armee-grün zeigt Positionen der Jamiat-i Islami, zu der Massoud gehörte. Die von Massoud ab 1984 geführte Shura-e Nazar beinhaltete viele Jamiat-Positionen, aber auch die anderer Gruppierungen und kontrollierte die von den sowjetischen Truppen benötigten Versorgungsrouten durch den Hindukusch und an der Grenze zur Sowjetunion.

1978 waren es schließlich die afghanischen Kommunisten der Demokratischen Volkspartei Afghanistans, die in einem gewaltsamen Putsch die Macht an sich rissen. Sie verfolgten in der von ihnen gegründeten Demokratischen Republik Afghanistan strenge Reformvorhaben (darunter die Stärkung individueller Rechte und Freiheiten), aber ebenso eine Gewaltherrschaft. Human Rights Watch schätzt, dass zwischen dem April 1978 bis zur Invasion der Sowjetunion im Dezember 1979 alleine auf dem Land bis zu 100.000 Menschen ermordet wurden.
1979 marschierten Truppen der Sowjetunion in Afghanistan ein, nachdem Ministerpräsident Hafizullah Amin den Präsidenten Nur Muhammad Taraki hatte ermorden lassen und der Bürgerkrieg eskaliert war. Ziel des Einmarsches war, Amin, von dem man den Seitenwechsel zu den USA fürchtete, zu beseitigen. Die Aufstände hatten zu diesem Zeitpunkt 24 von 28 Provinzen des Landes erreicht. Ein Teil der afghanischen Armee desertierte. Schon vor dem Einmarsch der sowjetischen Truppen war Massoud zu seinem Geburtsort, dem Pandschschir-Tal am Hindukush, zurückgekehrt. Vom Tal ausgehend spielte er fortan eine zentrale Rolle im afghanischen Widerstandskampf. Sein Guerilla-Kampf und sein militärisches Können führten zu zentralen Niederlagen der sowjetischen Truppen. Neun Großoffensiven der Sowjetarmee mit zehntausenden von Soldaten scheiterten in Pandschschir, welches Massoud angeblich mit nur 3000 Kämpfern verteidigte.
Robert D. Kaplan schrieb dazu:

„Man muss Ahmad Schah Massoud zu den größten Führern der Widerstandsbewegungen im 20. Jahrhundert zählen. Massoud bezwang seinen Gegner genau wie es Marschall Tito, Ho Chi Minh und Che Guevara taten. Massoud kontrollierte ein größeres Gebiet, das aus militärischer Sicht viel schwieriger zu halten und unter ständigem Beschuss durch den Feind war. Das Gebiet, das unter seiner Kontrolle war, wurde im Vergleich zu den Gebieten, die unter der Kontrolle der Widerstandsbewegung von Marschall Tito, Mao Tse Tung, Ho Chi Minh und Che Guevara standen, stärker durch den Feind angegriffen.“

Der ihm zugesprochene militärisch brillante Widerstand brachte Massoud schon bald den Namen „Löwe von Pandschschir“ ein. Massoud verteidigte Pandschschir erfolgreich bis zum Rückzug der Sowjetarmee. Ahmad Schah Massoud wird eine sehr zentrale Rolle bei der Niederlage der Sowjetunion in Afghanistan zugesprochen.

### Krieg in Kabul
Wie auch die anderen Mudschaheddin opponierte Massoud nach dem Abzug der Sowjets gegen die weiterhin kommunistische Regierung Nadschibullāh. Nach deren endgültigem Fall im Jahre 1992 war es Massoud, der von den Rebellen zur Machtübernahme gedrängt wurde, jedoch selbst die höchste Führungsrolle ablehnte, da er fürchtete, eine Regierung unter ihm würde zur Spaltung des Landes führen. Er ließ allerdings auch Kabul abriegeln, um das Eindringen bewaffneter Milizen und deren Machtübernahme ohne die eigene Beteiligung zu verhindern. In dem Machtkampf um Kabul im April 1992 kam es dennoch zu Plünderungen durch Truppen aller beteiligten Warlords. Zugleich wurde in Pakistan das Peschawar-Abkommen zwischen den wichtigsten Mudschaheddin (mit Ausnahme von Gulbuddin Hekmatyār) geschlossen. Massoud, der starke Mann rund um Kabul, wurde darin zum Verteidigungsminister bestellt.
Die Nachbarländer Afghanistans, insbesondere Pakistan, der Iran und Usbekistan, versuchten jedoch, die strategische Vorherrschaft über Afghanistan zu erringen und finanzierten, bewaffneten und leiteten zu diesem Zweck verschiedene kriminelle Elemente und Milizen innerhalb Afghanistans an. Obwohl ihm wiederholt die Position des Ministerpräsidenten angeboten wurde, erhob Gulbuddin Hekmatyār mit Unterstützung Pakistans Alleinherrscheranspruch und legte Kabul durch eine großangelegte langjährige massive Bombenkampagne in Schutt und Asche. Der Afghanistan-Experte und Direktor des Zentrums für Arabische und Islamische Studien der Australian National University, Amin Saikal, kam in Modern Afghanistan: A History of Struggle and Survival zu dem Schluss:

„Pakistan hatte es auf einen Durchbruch in Zentralasien abgesehen. … Islamabad wusste, dass die neu ernannten islamischen Regierungsmitglieder [in Afghanistan] … nicht ihre eigenen nationalen Interessen denen Pakistans unterordnen würden, damit Pakistan seine regionalen Ambitionen erfüllen konnte. … Ohne die logistische Unterstützung und die Lieferung einer großen Menge an Raketen durch die ISI [pakistanischer Geheimdienst], hätten Hekmatyars Truppen nicht halb Kabul in Beschuss nehmen und zerstören können.“

Verschiedene Versuche, Hekmatyār in die Übergangsregierung als Ministerpräsidenten zu integrieren, scheiterten an dessen Unwillen, Kompromisse zu schließen. 1993 forderte Hekmatyār explizit den Rücktritt Massouds, im Gegenzug erklärte er, die Bombardierung Kabuls einstellen zu wollen. Massoud nahm das Angebot an, trat offiziell als Verteidigungsminister zurück und zog sich in einen nördlich der Hauptstadt gelegenen Ort zurück. Massouds Bedingungen waren ein Ende der Bombardierung Kabuls und demokratische Wahlen, die zu einem späteren Zeitpunkt stattfinden sollten. Hekmatyār, der von Beobachtern wie dem Pulitzer-Preis Gewinner Roy Gutman vom United States Institute of Peace als „Psychopath“ beschrieben wurde, nahm die Bombardierung Kabuls nach einer ersten Kabinettssitzung jedoch wieder auf, da er nicht bereit war, auf demokratische Wahlen hinzuarbeiten oder mit anderen Parteien Kompromisse zu schließen. Nach einer Phase, in der ein Verteidigungsrat die Funktion des Verteidigungsminister eingenommen hatte aber uneffektiv geblieben war, wurde Massoud, der das stärkste militärische Bündnis jener Zeit anführte, als Verteidigungsminister wieder eingesetzt. Sein Ziel war die Verteidigung der Hauptstadt, die Durchsetzung des Peschawar-Abkommen, welches demokratische Wahlen vorsah, sowie die Wiedereinsetzung der liberalen Verfassung von 1964.
Zusätzlich zu den Bombardierungen durch Hekmatyār waren Mitte 1992 Spannungen zwischen der von Saudi-Arabien unterstützten wahhabitischen Ittihad-i Islami von Abdul Rasul Sayyaf und der vom Iran unterstützten schiitischen Hezb-i Wahdat von Abdul Ali Mazari eskaliert. Die Milizen starteten einen blutigen Krieg gegeneinander. Die Hezb-i Wahdat Miliz ging Ende 1992 eine Allianz mit Hekmatyār ein. Abdul Raschid Dostum und seine Junbish-i Milli Miliz schlossen sich dieser Allianz Anfang 1994 an. Während der intensivsten Phase des Bombardements durch die Allianz Hekmatyars starben in Kabul über 25.000 Menschen. Auf Grund des schnellen Beginns des Krieges kurz nach der Gründung des Islamischen Staates, gab es keine funktionierende Polizei und kein funktionierendes Rechtssystem, so dass weite Teile Kabuls im Chaos versanken. Einen großen Beitrag zu dem vorherrschenden Chaos leistete der Umstand, dass Gulbuddin Hekmatyār 10.000 gefährliche Kriminelle aus den Gefängnissen in die Stadt entließ.
In den von Hekmatyār, der Ittihad und Wahdat begonnenen Kriegen wurden weite Teile Kabuls zerstört und tausende Zivilisten getötet. Individuen aller Milizen – auch Individuen in den Regierungstruppen Massouds und von Hekmatyār aus den Gefängnissen entlassene Verbrecher, die sich als Mitglieder dieser ausgaben – nutzten das Chaos und die Rechtslosigkeit für Verbrechen gegen Zivilisten aus. Massoud verurteilte stattfindende Verbrechen. Das Afghanistan Justice Project, welches auch als Quelle für Human Rights Watch dient, kam in seiner Untersuchung im Kontext von Übergriffen von bewaffneten Individuen auf Zivilisten zu dem Schluss:

“As in some of the other instances of violence against civilians documented in this report, there is no indication that senior Shura-e Nazar leaders [which included Massoud] ordered the abuses.”

„Wie bei einigen anderen Vorfällen von Gewalt gegen Zivilisten, die in diesem Bericht dokumentiert sind, gibt es kein Indiz dafür, dass ranghohe Shura-e Nazar Führer [zu denen Massoud gehörte] Misshandlungen angeordnet haben).“

Massoud war Anführer der militärischen und politischen Allianz Shura-e Nazar, die über 130 Kommandeure aus sieben Provinzen und ihre Truppen vereinte. Auf Grund der heftigen Bombenangriffe gegen Kabul, ausgehend von mehreren Fronten (an manchen Tagen bombardierte Hekmatyār Kabul mit bis zu 3.000 Raketen), wurden von Kommandeuren der Shura-e Nazar 10.000 zusätzliche Kämpfer nach Kabul geschickt, die unter dem Gesamtkommando Massouds, nicht aber unter seiner unmittelbaren und täglichen Kontrolle standen. Bei Individuen aus den Truppen der Shura-e Nazar, die Verbrechen begingen, handelte es sich in der damaligen Situation in Kabul um individuell agierende Unterkommandeure oder Individuen, die sich gegen die Zivilbevölkerung wendeten und/oder korrupt wurden, da das Chaos ihnen die Möglichkeit dazu gab. Ein Beispiel, welches in diesem Zusammenhang häufig auftaucht, ist die militärische Operation in Afschar, im Westen Kabuls. Diese Offensive hatte, wie das Afghanistan Justice Project analysiert, ein „klares und nachvollziehbares militärisches Ziel“. Von Afschar ausgehend bombardierten die von Pakistan und dem Iran unterstützten Truppen Hekmatyārs und Mazaris, zivile Wohngegenden in Kabul und töteten dabei tausende Menschen, um eine Stabilisierung des Islamischen Staates zu verhindern. Um diese Bombenangriffe zu stoppen, griffen Truppen des Verteidigungsministers Massoud sowie verbündete Truppen die Positionen der mit Hekmatyār verbündeten Hezb-i Wahdat in Afschar an. Gegen Ende der militärischen Operation, nach Erreichen der militärischen Ziele, während Posten aufgestellt und Häuser nach Kämpfern der Wahdat durchsucht wurden, fingen jedoch insbesondere die ebenfalls an der Offensive beteiligten wahhabitischen Ittihad-Truppen von Abdul Rasul Sayyaf, welche in der Nähe Afschars ihr Hauptquartier hatten und offiziell auf Seiten des Staates Afghanistans kämpften, an, sich gezielt gegen schiitische Zivilisten zu richten. Die Ittihad-Truppen Sayyafs standen nicht unter der Kontrolle des afghanischen Verteidigungsministeriums, sondern unter direkter Kontrolle Sayyafs und wahhabitischer Elemente in Saudi-Arabien. Ahmad Schah Massoud reagierte auf die stattfindenden Grausamkeiten, zitierte Abdul Rasul Sayyaf, welcher acht Jahre später eine Rolle bei Massouds Ermordung spielen sollte, sowie weitere führende Kommandeure zu einem Treffen und befahl am zweiten Tag der Offensive ein sofortiges Ende der Verbrechen. Er setzte einen schiitischen Kommandeur, Hussain Anwari, ein, der die Sicherheit für die schiitische Zivilbevölkerung wiederherstellen sollte. Dennoch wurden und werden die Gräueltaten von Afschar Massoud zur Last gelegt, da sie von Streitkräften unter seinem Kommando begangen wurden.
Edward Girardet, Direktor des Global Journalism Network in Genf, der zu jener Zeit als Beobachter direkt vor Ort war, erklärt:

„Als Massoud im Norden während des Kampfes gegen die sowjetischen Truppen und gegen Ende der Taliban-Zeit operierte, beobachtete er seine Kommandeure genau und kontrollierte sie gut, aber in Kabul war dies nicht der Fall. … Er konnte sie nicht alle kontrollieren.“

 Trotzdem berichtet Human Rights Watch auch von Menschrechtsverbrechen der Truppen unter der direkten Kontrolle Ahmad Schah Massouds während des Widerstands gegen die Taliban für den Zeitraum von Oktober 1996 bis zu Massouds Ermordung im September 2001, beispielsweise die den Truppen von Massoud zugeordneten Raketenbeschüsse Kabuls im Jahre 1998, bei denen nach Schätzungen 76–180 Menschen getötet wurden.
Farid Amin berichtet über einen exemplarischen Vorfall für die Zeit in Kabul, der Massoud persönlich als Gegner solcher Menschenrechtsverletzungen erscheinen lässt:

„Eines Tages war Massoud auf dem Weg von Kabul nach Shamali, und er sah einen LKW, der ihm verdächtig erschien. Er stoppte ihn und als er ihn öffnen ließ, waren Wertgegenstände in ihm zu finden, Dinge, die anderen Leuten gehörten und wahrscheinlich aus Häusern oder Regierungsgebäuden entwendet worden waren. Er beschuldigte sie: ‚Ihr seid Diebe und versucht zu stehlen.‘ Dann sah er sein eigenes Bild in ihrem LKW – Leute versuchten Massouds Namen und Bild zu benutzen, um Macht zu erlangen oder sich einen Vorteil zu verschaffen – und er sagte: ‚Als erstes entfernt das Bild eures Führers, des Führers von Dieben.‘ Auf seine Art und Weise teilte er ihnen mit, wenn ihr sagt, ich bin euer Führer und ihr tut solche Dinge, dann macht ihr das aus mir – einen Führer von Dieben.“

 John Jennings, ein Journalist der Associated Press und des The Economist, war von 1992 bis 1994 als Beobachter u. a. für Human Rights Watch direkt vor Ort in Kabul und auch während der Afschar-Operation anwesend. Er berichtet folgendes:

„Er [Massoud] kann schwerlich für die Anwesenheit von unverantwortlichen bewaffneten Gruppen in der Hauptstadt beschuldigt werden, nachdem er alles getan hat, was in seiner Macht stand, um diese Anwesenheit zu verhindern. Bis November 1994 erlebte ich aus erster Hand die Dilemma, die sich für ihn ergaben, und die erstaunliche Zurückhaltung, mit der er ihnen begegnete … Jede Volksbewegung, wenn sie wirklich vom Volk ausgeht, beherbergt ein kriminelles Element, schon weil jede größere Population ein kriminelles Element beherbergt. … Verbrechen durch seine Truppen waren selten und wurden bestraft, wann immer sie überführt werden konnten. … Seine Feinde auf der anderen Seite begingen Massenmord, Diebstahl und ethnische Säuberungen als systematische Politik. … Hätte Massoud nicht gekämpft, um Kabul gegen die Angriffe dieser Milizen zu halten, wäre die Menschenrechtssituation in Afghanistan und in der ganzen Region erheblich schlimmer gewesen als sie war.“

 Angesichts vieler Darstellungen, die Massouds Achtung der Menschenrechte und starke Kontrolle seiner Streitkräfte zu belegen scheinen, ist zu erwähnen, dass auch Massouds Truppen zahlreiche Menschenrechtsverletzungen vorgeworfen werden. So erklärt Human Rights Watch in einem Bericht vom Oktober 2001, dass Massouds Truppen der Jamiat-i-islami-Fraktion bei der Eroberung des vorwiegend von Angehörigen der Bevölkerungsgruppe der Hazara bewohnten Stadtteils Karteh Seh zahlreiche Plünderungen und Vergewaltigungen begingen. Das Außenministerium der USA erklärte dies bereits in seinem Bericht über die Lage der Menschenrechte von 1996 mit den folgenden Worten:

„Massood's troops went on a rampage, systematically looting whole streets and raping women. (Massouds Truppen liefen Amok, plünderten systematisch Straßenzüge und vergewaltigten Frauen.)“

Die Milizen, die für den Islamischen Staat und damit gegen den Verteidigungsminister Massoud kämpften, waren für ihr gezieltes Vorgehen gegen die Zivilbevölkerung berüchtigt. Gulbuddin Hekmatyār schnitt Kabul von der Nahrungsmittel-, Wasser- und Energieversorgung ab. Vom Iran kontrollierte schiitische Wahdat-Truppen (sowie die von Saudi-Arabien unterstützte sunnitisch-wahhabitische Ittehad) entführten und töteten tausende Menschen der (jeweiligen) „Gegenseite“ in gezielten Kampagnen. Einige Truppen von Raschid Dostum waren zu jener Zeit besonders gefürchtet bei der Zivilbevölkerung auf Grund ihrer Übergriffe gegen Familien. Die Taliban sollten zu einem späteren Zeitpunkt Massaker begehen, die von Beobachtern der Vereinten Nationen mit denen während des Bosnienkrieges verglichen wurden.
Laut vieler Zeitzeugenaussagen belasteten Massoud die Verbrechen persönlich sehr. 1993 gründete er die „Mohammad-Ghazali-Kultur-Stiftung“ (Bonyad-e Farhangi wa Ta'wani Mohammad-e Ghazali), welche zum größten afghanischen humanitären Partner für das Internationale Rote Kreuz wurde und überparteilich und politisch unabhängig afghanische Kultur förderte. Ein Teil der Ghazali-Stiftung beschäftigte Ärzte, die sich an einigen Tagen der Woche um die kostenlose medizinische Behandlung und Versorgung von Einwohnern Kabuls kümmerten, die eine solche anders nicht hätten finanzieren können. Auch beschäftigte die Ghazali Foundation Sozialarbeiter, welche Familien berieten.
Ende 1994/Anfang 1995 besiegte Massoud die Milizen, die um die Kontrolle der Hauptstadt Kabul gekämpft hatten, in Kabul. Die Bombardierung der Hauptstadt kam zu einem Halt. Die Regierung des Islamischen Staates unternahm Maßnahmen zur Wiederherstellung von Recht und Ordnung, Gerichte nahmen ihre Arbeit wieder auf. Einige Individuen innerhalb der Regierungstruppen, die Verbrechen begangen hatten und überführt worden waren, wurden zur Verantwortung gezogen und verurteilt. Massoud initiierte einen landesweiten politischen Prozess mit dem Ziel nationaler Konsolidierung, Stabilisierung und demokratischen Wahlen. Es fanden drei Konferenzen mit Vertretern aus den meisten Provinzen Afghanistans statt. Massoud lud auch die Taliban ein, sich diesem Prozess anzuschließen und sich an der Schaffung von Stabilität zu beteiligen.
Auch Kandahar im Süden des Landes hatte 1994 blutige Kämpfe erlebt. Der Süden Afghanistans war weder unter der Kontrolle der Zentralregierung noch unter der Kontrolle von durch außen kontrollierte Milizen wie der Hekmatyars. Lokale Milizen- oder Stammesführer hatten diesen Teil Afghanistans beherrscht. 1994 waren die Taliban in der südlichen Stadt Kandahar erstmals in Erscheinung getreten. Sie hatten am 5. November 1994 die Stadt Kandahar unter ihre Kontrolle gebracht. Bis zum 25. November 1994 kontrollierten sie die Stadt Laschkar Gah und die Provinz Helmand. Im Laufe des Jahres 1994 hatten sie weitere Provinzen im Süden und Westen des Landes, die nicht unter Kontrolle der Zentralregierung standen, erobert. Die Taliban lehnten eine demokratische Staatsform ab.
Anfang 1995 starteten die Taliban eine großangelegte Bomben- und Belagerungskampagne gegen Kabul, die zwei Jahre andauerte. Amnesty International schrieb:

„Dies ist das erste Mal nach einigen Monaten, dass die Zivilisten Kabuls das Ziel von Bombenangriffen wurden, die sich gegen Wohnbezirke in der Stadt richteten.“

 Die Taliban erlitten zunächst schwere Niederlagen gegen die Truppen Massouds. Internationale Beobachter vermuteten bereits das Ende der Talibanbewegung. Zwei Jahre belagerten und bombardierten die Taliban Kabul. Im September 1996 hatten sich die Taliban mit militärischer Unterstützung Pakistans und finanziellen Hilfen aus Saudi-Arabien neu formiert und planten eine Großoffensive gegen Kabul. Maßgeblich beteiligt an der finanziellen und materiellen Förderung der Taliban durch Pakistan waren der damalige General und spätere Präsident Pervez Musharraf und Innenminister Nasirullah Babar, der die Taliban als „unsere Jungs“ bezeichnete.
Am 26. September 1996 befahl Massoud einen strategischen Rückzug seiner Truppen in den Norden Afghanistans. Am 27. September 1996 marschierten die Taliban in Kabul ein und errichteten das Islamische Emirat Afghanistan, welches lediglich von Pakistan, Saudi-Arabien und den Vereinigten Arabischen Emiraten anerkannt wurde. Die Regierung des Islamischen Staates Afghanistans blieb die international anerkannte Regierung Afghanistans (mit einem Sitz bei den Vereinten Nationen).
Die im Sowjetisch-Afghanischen Krieg verwüsteten ländlichen Regionen waren während des Krieges in Kabul von Kämpfen kaum betroffen und der Wiederaufbau hatte begonnen. Dies änderte sich, als die Taliban versuchten die Kontrolle über Afghanistan auszubauen und hierbei eine Politik der Verbrannten Erde verfolgten.

### Widerstand gegen die Taliban

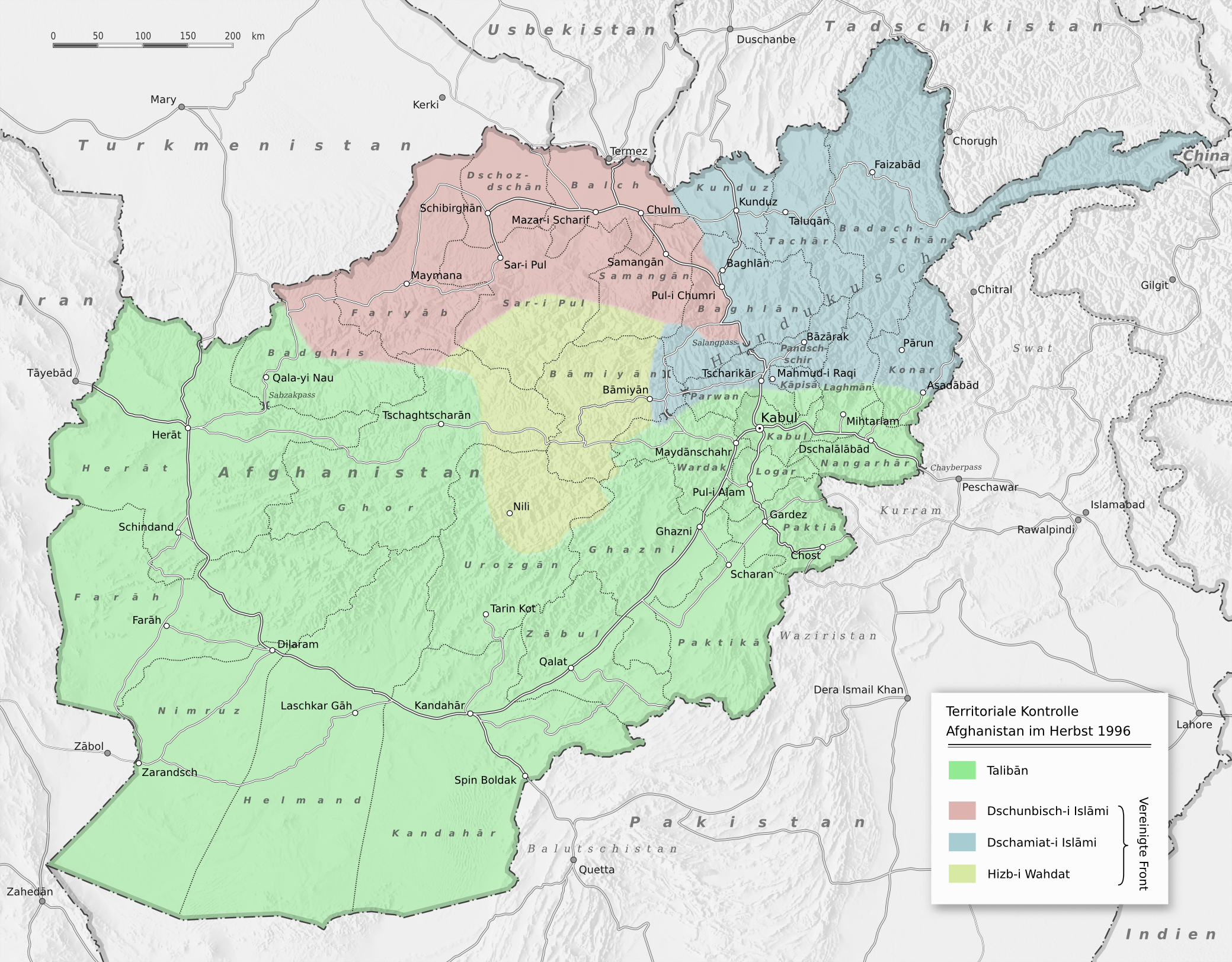
Territoriale Kontrolle Afghanistans im Winter 1996: Massoud (blau), Taliban (grün), Dostum (rosa), Hezb-i Wahdat (gelb)

Nach einem Bericht der Vereinten Nationen begingen die Taliban systematische Massaker an der Zivilbevölkerung, während sie versuchten ihre Stellung im Westen und Norden Afghanistans zu festigen. Die Vereinten Nationen benannten 15 Massaker in den Jahren 1996 bis 2001. Diese seien vergleichbar mit den ethnischen Säuberungen während des Bosnienkrieges, „höchst systematisch gewesen und alle auf das Verteidigungsministerium [der Taliban] oder Mullah Omar persönlich zurückzuführen.“ Die sogenannte 055 Brigade al-Qaidas war ebenfalls an Gräueltaten gegen die afghanische Zivilbevölkerung beteiligt. Der Bericht der Vereinten Nationen zitiert Zeugenaussagen, welche beschreiben, dass arabische Milizionäre lange Messer mit sich trugen, mit denen sie Kehlen aufschnitten und Menschen häuteten.
Massoud und Abdul Raschid Dostum, frühere Gegner, gründeten die Vereinte Front ursprünglich als Reaktion auf massive Talibanoffensiven gegen die Gebiete unter der Kontrolle Massouds auf der einen Seite und die Gebiete unter der Kontrolle Dostums auf der anderen Seite. Schon bald entwickelte sich aus der Vereinten Front jedoch eine nationale politische Widerstandsbewegung gegen die Taliban. Dieser traten die von den Taliban durch ethnische Säuberungen verfolgte Volksgruppe der Hazara bei, ebenso wie paschtunische anti-Taliban-Führer wie der spätere Präsident Hamid Karzai, der aus dem Süden Afghanistans stammt, oder Abdul Qadir. Qadir entsprang einer einflussreichen Familie, welche großen Einfluss im paschtunischen Osten Afghanistans um Dschalalabad genoss. Insgesamt schlossen sich Vertreter aus allen Teilen und aller Ethnien Afghanistans der Vereinten Front an.
Die Situation der Menschenrechte hing von den jeweiligen Kommandeuren ab, die bestimmte Gebiete kontrollierten. Human Rights Watch verzeichnet auch Menschrechtsverbrechen für die Truppen unter der direkten Kontrolle Massouds für den Zeitraum von Oktober 1996 bis zu dessen Ermordung im September 2001, beispielsweise die den Truppen von Massoud zugeordneten Raketenbeschüsse Kabuls im Jahre 1998, bei denen nach Schätzungen 76–180 Menschen getötet wurden. Massoud hatte Kontrolle über Pandschschir, Tachar, einige Teile Parwans und Badakshans. Zwischenzeitlich waren auch Nuristan, Kunduz und die Gebiete nördlich Kabuls unter seiner Kontrolle.
Nach der Niederlage Dostums und anderer regionaler Führer blieb Massoud der einzige Kommandeur, der seine Gebiete erfolgreich gegen die Taliban verteidigen konnte. Pakistan intervenierte militärisch auf Seiten der Taliban, konnte jedoch keine Niederlage Massouds herbeiführen.
Der pakistanische Präsident Pervez Musharraf – damals u. a. als Stabschef des Militärs – entsandte zehntausende Pakistaner, um an der Seite der Taliban und al-Qaida gegen die Vereinte Front zu kämpfen. Insgesamt gehen Schätzungen von 28.000 pakistanischen Staatsbürgern, die innerhalb Afghanistans kämpften, aus. 20.000 davon waren reguläre pakistanische Soldaten des sogenannten Frontier Corps oder der Armee. Weitere geschätzte 8.000 waren Milizionäre, die in sogenannten Madrassas rekrutiert wurden, um innerhalb der Armee der Taliban zu kämpfen. Ein Dokument des amerikanischen Außenministeriums aus dem Jahre 1998 bestätigt, „20–40 Prozent der [regulären] Taliban-Soldaten sind Pakistaner.“ Der Bericht des Außenministeriums beschreibt ebenfalls, dass die Eltern der pakistanischen Staatsbürger „nicht von der militärischen Involvierung ihrer Kinder mit den Taliban wissen, bis ihre [toten] Körper zurück nach Pakistan gebracht werden.“
Weitere 3000 Soldaten der regulären Taliban-Armee waren Milizionäre aus arabischen Ländern oder Zentralasien. Von 1996 bis 2001 wurde die al-Qaida von Osama bin Laden und Aiman az-Zawahiri zu einem Staat innerhalb des Taliban Staates. Bin Laden sandte seine Rekruten gegen die Vereinte Front.
Von geschätzten 45.000 Soldaten, die gegen die Vereinte Front innerhalb Afghanistans kämpften, waren nur etwa 14.000 Afghanen.
Wiederholte Angebote der Taliban, ihm eine Machtposition zu verschaffen, lehnte Massoud ab. Er erklärte in einem Interview:

„Die Taliban sagen: ‚Komm und akzeptiere das Amt des Ministerpräsidenten und schließe dich uns an‘, und sie würden das höchste Amt im Land, die Präsidentschaft, behalten. Aber zu welchem Preis?! Der Unterschied zwischen uns liegt darin, wie wir über die grundlegendsten Prinzipien der Gesellschaft und des Staates denken. Wir können nicht ihre Konditionen für einen Kompromiss akzeptieren, sonst müssten wir die Prinzipien einer modernen Demokratie aufgeben. Wir sind fundamental gegen das System welches sich ‚das Emirat Afghanistans‘ nennt. […] Es sollte ein Afghanistan geben, in dem sich jeder Afghane und jede Afghanin glücklich fühlen kann. Und ich denke, dies kann nur durch eine Demokratie, die auf Konsens basiert, gesichert werden.“

 Massouds Friedenvorschlag hatte das Ziel demokratischer Wahlen, in denen das afghanische Volk selbst über seine Führung entscheiden sollte.
Anfang 2001 wandte die Vereinte Front eine neue Strategie von lokalem militärischen Druck und einer globalen politischen Agenda an. Ressentiments und Widerstand gegen die Taliban, ausgehend von den Wurzeln der afghanischen Gesellschaft, wurden zunehmend stärker. Dies betraf auch die paschtunischen Gebiete. Insgesamt flohen schätzungsweise eine Million Menschen vor den Taliban, ein Großteil davon in die Gebiete von Massoud. Der National Geographic kam in seiner Dokumentation Inside the Taliban zu dem Schluss:

„Das einzige, was zukünftigen Massakern der Taliban im Wege steht, ist Ahmad Shah Massoud.“

 In den Gebieten unter seiner Kontrolle errichtete Massoud demokratische Institutionen und unterschrieb die Deklaration für Frauenrechte. Er trainierte verstärkt Polizeikräfte, die eine Wiederholung des Chaos von Kabul (1992–1994) verhindern sollten, würde die Vereinte Front erfolgreich sein.
Im Frühling 2001 sprach Massoud vor dem Europäischen Parlament in Brüssel und bat die internationale Gemeinschaft um humanitäre Hilfe für die Menschen Afghanistans. Er erklärte, dass die Taliban und al-Qaida eine „sehr falsche Interpretation des Islam“ eingeführt hätten und dass die Taliban, wenn sie nicht die Unterstützung Pakistans hätten, ihre militärischen Kampagnen in dem Zeitraum eines Jahres nicht mehr aufrechterhalten könnten. Auf seinem Besuch in Europa, bei dem ihn die europäische Parlamentspräsidentin Nicole Fontaine den „Pol der Freiheit in Afghanistan“ nannte, warnte Massoud im April 2001 davor, dass sein Geheimdienst Informationen habe, denen zufolge ein großangelegter Anschlag auf amerikanischem Boden unmittelbar bevorstehe.
Nachschub für seinen Kampf erhielt er zuletzt sogar aus Russland. Seine Streitkräfte besaßen als wichtigste Brücke zur Außenwelt sechs ausgediente russische Militärhelikopter. Diese nutzte Massoud auch selbst gelegentlich, um zur Behandlung eines chronischen Rückenleidens eine tadschikische Klinik aufzusuchen.

### Tod
Anfang September 2001 übermittelte Massouds Geheimdienst einen Bericht über zwei in Afghanistan angekommene arabische Journalisten an die CIA im Rahmen einer informellen Zusammenarbeit. Massouds Truppen waren gegenüber arabischen Freiwilligen äußerst misstrauisch, im Jahr zuvor waren Al-Qaida-Mitglieder mit Sprengstoff im Pandschir-Tal festgesetzt worden. Massoud war jedoch auch um sein Ansehen in der arabischen und islamischen Welt besorgt und wollte der Propaganda Osama bin Ladens entgegenwirken. Die beiden hatten eine positive Darstellung Massouds signalisiert. Mit einer Empfehlung des Parteiführers Abdul Sayyaf, der sich in den letzten Jahren zunehmend Massoud angenähert hatte, und einem Schreiben eines Islamischen Zentrums in London ausgestattet, reisten die beiden Journalisten Abd al-Sattar und Bouraoui el Ouaer mit gestohlenen belgischen Pässen über Pakistan nach Kabul und wurden dort mit einem Helikopter zu Massouds Hauptquartier in Khojabahwoddin nahe der tadschikischen Grenze geflogen.
Nach mehreren Tagen des Wartens drängten beide Massoud, das Interview möglichst bald durchzuführen, da sie andernfalls abreisen würden. Am 9. September 2001 empfing Massoud die beiden Journalisten in einem Büro. Einer der Journalisten las eine Liste von Fragen vor, von denen etwa die Hälfte Osama bin Laden betrafen. „Was denken Sie über Osama Bin Laden? Warum denken Sie, dass er nicht der Führer der Muslime in der Welt sein kann? Warum haben Sie ihn kritisiert, als Sie in Frankreich waren?“ Kurz nach Beginn des Interviews zündete der Kameramann eine in der Videokamera verborgene Bombe. Die Explosion tötete den Kameramann und herumfliegende Metallsplitter verwundeten Massoud schwer. Massoud wurde per Helikopter innerhalb von zwanzig Minuten in ein Krankenhaus geflogen, starb jedoch noch während des Flugs. Der Interviewer wurde nicht verletzt und versuchte zu entkommen, wurde jedoch festgesetzt und inhaftiert. Er wurde bei einem späteren Fluchtversuch erschossen. Massouds innerer Kreis, besorgt, dass die Nachricht die Taliban zu sofortigen Angriffen verleiten würde, erklärte, Massoud sei nur verwundet worden. Amrullah Saleh hatte die CIA über Massouds Tod informiert und innerhalb weniger Stunden wurde die Nachricht auf CNN veröffentlicht.
Ende 2001 wurde ein Computer sichergestellt, der unmittelbar nach dem Fall Kabuls im November aus einem von al-Qaida genutzten Büro gestohlen wurde. Dieser Computer wurde hauptsächlich von Aiman al-Zawahri benutzt und enthielt den Brief mit der Interviewanfrage an Massoud. Die beiden Attentäter hatten Ende 2000 eine militärische Ausbildung in Trainingscamps in Afghanistan durchlaufen und wurden im Frühjahr oder Frühsommer des darauffolgenden Jahres für die Selbstmordmission ausgewählt. Der afghanische Publizist Ahmad Waheed Mozhdah, der für die Taliban im Außenministerium arbeitete, bestätigte, dass sich die beiden Attentäter mit al-Qaida-Offiziellen in Kandahar trafen und dort bei ihrer Abreise von Osama bin Laden und Aiman al-Zawahri verabschiedet wurden. Die Witwe eines der Attentäter erhielt nach ihren eigenen Angaben einen Umschlag von bin Laden mit 500 US-Dollar, um Schulden zu begleichen, die ihr Mann offen hatte. Ein al-Qaida-Magazin in Saudi-Arabien veröffentlichte später eine Biografie von Youssef al-Aayyiri, der ab 2002 die Operationen al-Qaidas in Saudi-Arabien leitete, in der al-Qaidas Beteiligung an Massouds Ermordung beschrieben wurde. Osama bin Laden beauftragte das Attentat, um die Taliban aufgrund der nahe bevorstehenden Terroranschläge in den USA zu besänftigen, denn diese würden den Taliban schwerwiegende Probleme bereiten.
Die Taliban stritten jegliche Beteiligung an Massouds Ermordung ab und es ist auch äußerst unwahrscheinlich, dass sie in die Attentatspläne eingeweiht waren. Es gab zwar nach dem Attentat einige kleinere Angriffe von Seiten der Taliban, jedoch keine größere Offensive.

## Nationalheld und „Löwe von Pandschschir“

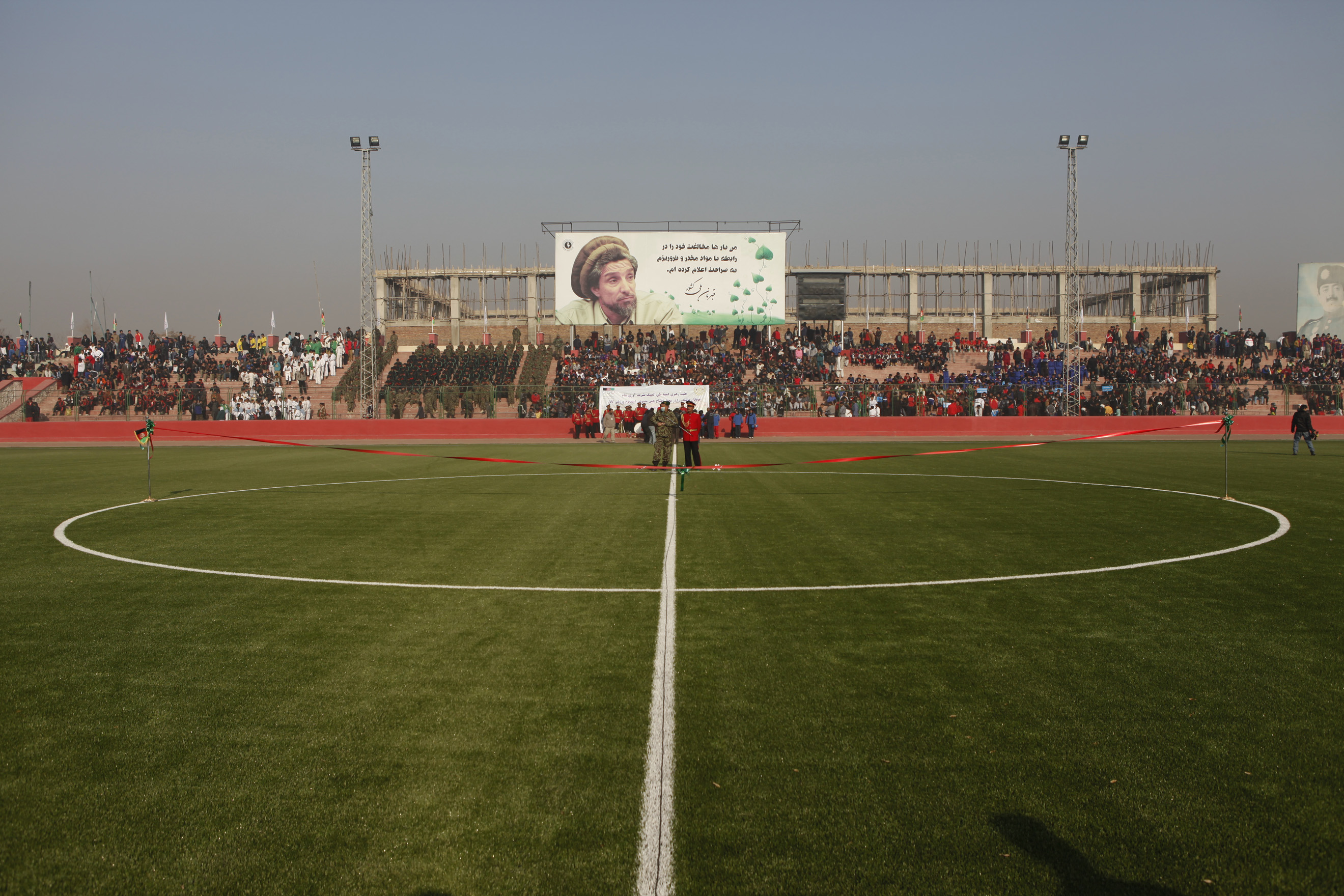
Ein Porträt Massouds im Fußballstadion von Ghazni

Massoud hat eine zentrale und sehr bedeutende Rolle in der jüngsten Geschichte Afghanistans eingenommen. Im Jahr 2001 wurde er von dem afghanischen Präsidenten Hamid Karzai offiziell zum „Nationalhelden der afghanischen Nation“ erklärt. Massouds Todestag, der 9. September, ist ein nationaler Tag der Erinnerung.

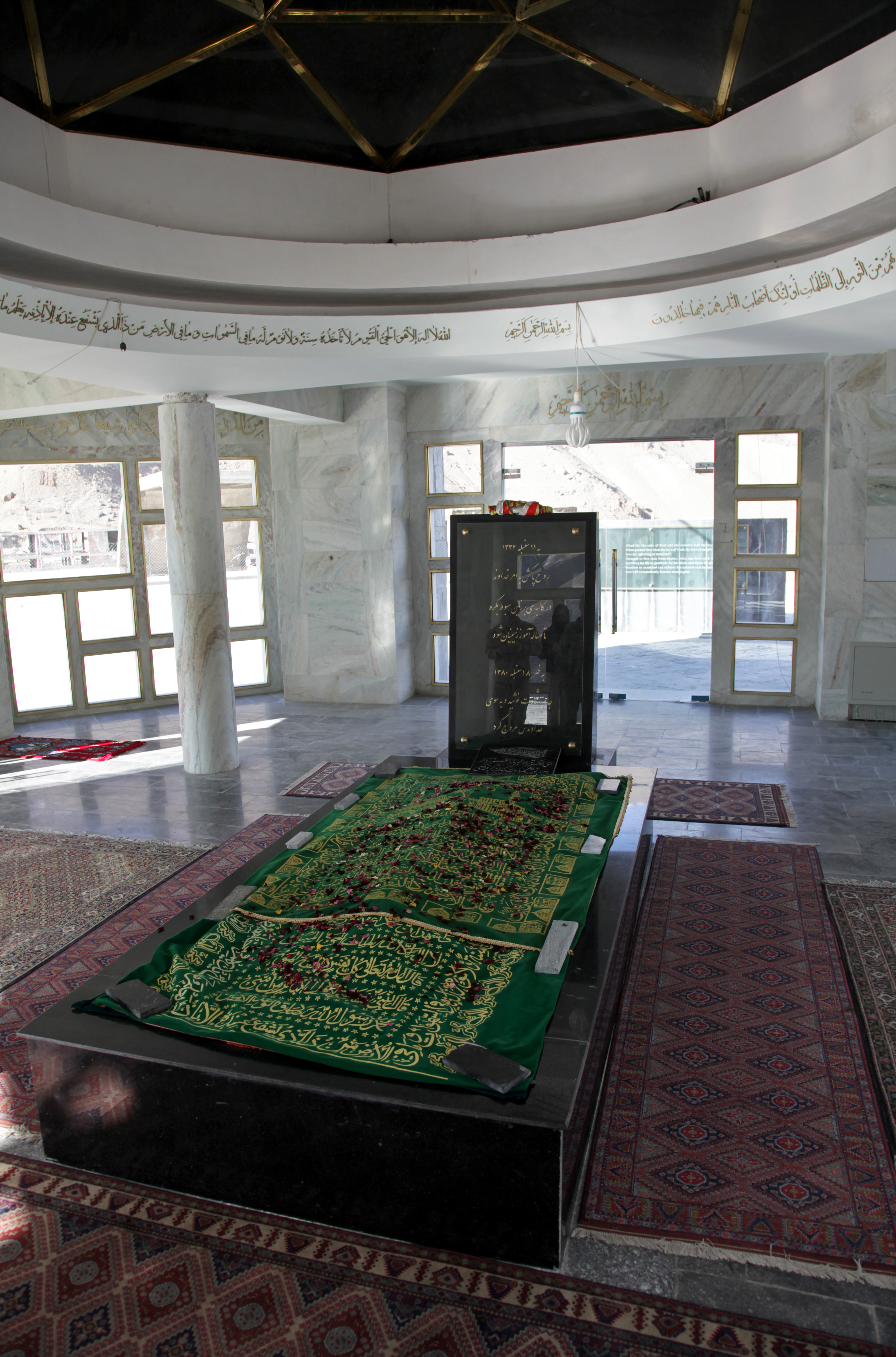
Die neue Gedenkstätte im Inneren mit dem Leichnam von Massoud (2010) in der Provinz Pandschschir

Im Jahre 1989, als sich die Sowjetunion nach zehn Jahren besiegt und gedemütigt aus Afghanistan zurückziehen musste, widmete das Wall Street Journal Ahmad Schah Massoud ein Titelblatt: The Afghan Who Won The Cold War und betonte, dass Massoud während der Herrschaft der Taliban den einzigen Schutz für verfolgte Menschen und den einzigen Widerstand gegen die Taliban dargestellt habe. Während andere Anführer ins Exil gingen, sei er der einzige der bekannten militärischen und politischen Führer Afghanistans gewesen, der während der Invasion der sowjetischen Truppen und später der von Pakistan unterstützten Taliban Afghanistan zu keinem Zeitpunkt verließ.

### Vermächtnis in Afghanistan
Er gilt bei vielen Afghanen als Volksheld – auch außerhalb Afghanistans, wie zum Beispiel in Tadschikistan und im Iran. Anders wird er von Anhängern der Taliban oder Hekmatyar gesehen. Massoud hatte stets zur nationalen Einheit aufgerufen und die afghanische Identität über für ihn unbedeutende ethnische Zugehörigkeiten gestellt. Der bekannte amerikanische Journalist Sebastian Junger sagt über Massoud: „Viele Leute, die ihn kannten, hatten das Gefühl, dass er die beste Hoffnung für jenen Teil der Welt darstellte.“ Ein anderer Analyst schrieb 2004 vor den afghanischen Wahlen: „Ein Mann hat ein stärkeres politisches Gewicht als alle 18 lebenden afghanischen Präsidentschaftskandidaten. Obwohl bereits seit drei Jahren tot … Seit seinem Tod am 9. September 2001 … wurde Massoud von einem Mujahid zum Nationalheld – wenn nicht sogar einem Heiligen. Bilder Massouds [in den Straßen, Gebäuden und Haushalten Afghanistans] … übertreffen die eines jeden anderen Afghanen bei weitem inklusiver derer [des Präsidenten] Karzais.“ Abdullah Abdullah, einer der engsten Freunde Massouds und stärkster Gegenkandidat Karzais bei den Präsidentschaftswahlen im Jahr 2009, sagte über Massoud: „Er war alles. Er war ein Freund. Er war ein Führer. Er war ein Lehrer ohne wie ein Lehrer aufzutreten.“ Im Jahr 2003 gründeten ehemalige Weggefährten Massouds die Massoud Foundation, als eine unabhängige und überparteiliche Hilfsorganisation. Sie unterstützt und unternimmt Projekte im Bereich der Bildung, Gesundheitsversorgung sowie im Bereich der Kultur und des Wiederaufbaus.

### Dokumentationen und Populärkultur
Es gibt verschiedene Dokumentationen wie den Dokumentarfilm Massoud – Destiny’s Afghan von Iqbal Malhotra oder die 2002 erschienene französische Dokumentation Massoud: L’Afghan von Christophe de Ponfilly (1951–2006).
Didier Martiny drehte 2004 eine Reportage zu seinem Tod: Qui a tué Massoud ? (Wer tötete Massud?).
Massoud ist auch ein Teil der Handlung von Ken Folletts Roman Die Löwen oder in James McGees Thriller Crow’s War. In der amerikanischen Serie The Path to 9/11 wurden seine Warnungen vor einem terroristischen Anschlag sowie seine Ermordung thematisiert und dargestellt.
Das bisher ausführlichste Porträt Massouds verfasste die Argentinierin Marcela Grad mit ihrem Werk Massoud. An intimate portrait of the legendary Afghan leader, welches 2009 durch den Verlag der Webster-Universität erschien.

## Familie
Massoud hinterließ eine Ehefrau und sechs Kinder, die heute im Iran leben. Im Jahr 2005 veröffentlichte seine Frau, Sediqa Massoud, zusammen mit zwei Freundinnen und Frauenrechtlerinnen, Chékéba Hachemi und Marie-Françoise Colombani, das Buch „Pour l'amour de Massoud“ über ihr Leben mit Massoud. In diesem beschreibt sie einen sehr ehrbaren und liebevollen Ehemann und Vater.
Zu seinen Kindern gehört der 1989 geborene Ahmad Massoud.
Der erste Vizepräsident nach dem Sturz der Taliban, Ahmad Zia Massoud, ist der jüngere Bruder von Ahmad Schah Massoud. Ahmad Zia Massoud hat Ende 2011 mit weiteren afghanischen Führern die National Front of Afghanistan gegründet, die als Wiedergeburt der United Front (Nordallianz) angesehen wird, welche die Taliban Ende 2001 von der Macht entfernte. Die Asia Times analysierte, „wie die Gruppierungen der Nordallianz es sehen, verfolgt Pakistan [Unterstützer der Taliban] eine Strategie des Aussitzens in Bezug auf die Zeitspanne von heute bis 2014 – das Datum für den Rückzug der US-Truppen – um dann die Taliban neu zu formieren und einen Versuch zu unternehmen, die Macht in Kabul an sich zu reißen. Die starke Einigkeit [der Nordallianz] in Berlin zeigt, dass sie nicht einfach am Rande stehen und einem ausschließlichen US-Taliban-Pakistan Deal, der ihrer Nation auferlegt wird [und von dem sie ausgeschlossen werden], weichen werden.“

## Zitate
„Unsere Politik war stets, dass wir gute und freundschaftliche Beziehungen zu allen haben. Aber wir haben unsere Unterwerfung niemals akzeptiert und werden sie auch nie akzeptieren.“
„Wenn Sie nach Chay Ab ins Gefängnis fahren, finden Sie dort Ghollam Salim, den Tycoon des Drogenhandels. In einer einzigen Aktion beschlagnahmten wir bei ihm eine halbe Tonne Opium. Jetzt sitzt er bereits das dritte Jahr im Gefängnis. Trotz all seines Geldes und Einflusses.“
„Die künftige Regierung sollte in direkten Wahlen durch die Stimmen der gesamten Bevölkerung bestimmt werden. Männer wie Frauen sollten daran teilhaben. Die einzige Regierungsart, die in der Lage wäre, einen gesellschaftlichen Ausgleich der verschiedenen Ethnien zu schaffen, ist die Demokratie.“